# Moreno partido
Moreno egy partido Argentína középpontjától keletre, Buenos Aires tartományban. Székhelye Moreno.

## Népesség
A partido népessége a közelmúltban a következőképpen változott:
| Év   | Lakosság |
| ---- | -------- |
| 2001 | 379 351  |
| 2010 | 452 505  |